# Chính sách thị thực của Uganda
Du khách đến Uganda phải xin thị thực tại cửa khẩu hoặc từ một trong những phái bộ ngoại giao Uganda, trừ khi họ đến từ một trong những quốc gia được miễn thị thực. Tất cả du khách phải sở hữu hộ chiếu có hiệu lực 6 tháng.

## Bản đồ chính sách thị thực

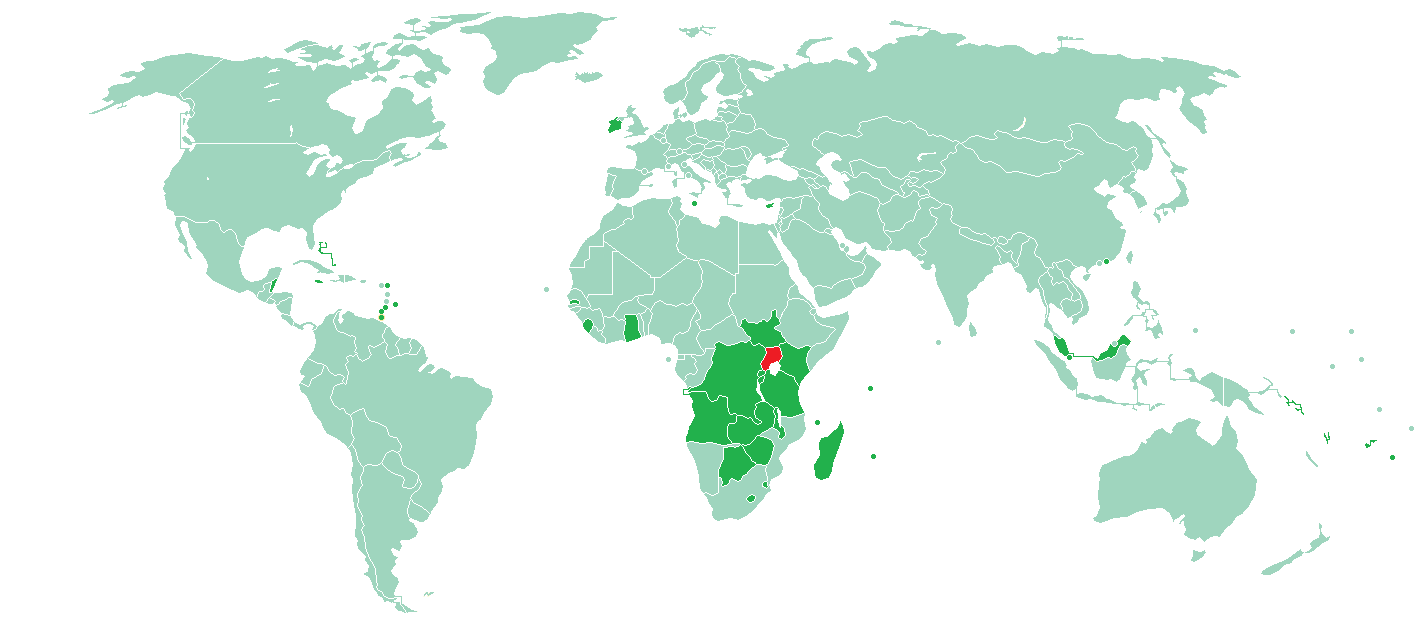
Chính sách thị thực Uganda
Uganda
Miễn thị thực
Thị thực điện tử/Thị thực tại cửa khẩu

## Miễn thị thực
Công dân của các quốc gia sau có thể đến Uganda không cần thị thực lên đến 3 tháng:
| - Angola - Antigua và Barbuda - Bahamas - Barbados - Belize - Burundi - Comoros - Síp - Eritrea - Fiji - Gambia - Ghana - Grenada - Jamaica - Kenya - Lesotho | - Madagascar - Malawi - Malta - Mauritius - Rwanda - Saint Vincent và Grenadines - Seychelles - Sierra Leone - Singapore - Quần đảo Solomon - Swaziland - Tanzania - Tonga - Vanuatu - Zambia - Zimbabwe |

Người sở hữu hộ chiếu ngoại giao hoặc công vụ của Ý và Namibia không cần thị thực 3 tháng.

## Thị thực điện tử
Uganda bắt đầu cấp thị thực điện tử vào ngày 1 tháng 7 năm 2016. Hành khách đã được cấp thị thực điện tử phải mang theo một bản chứng nhận thị thực điện tử được in ra.

### Thị thực tại cửa khẩu
Công dân của tất cả các quốc gia có thể xin thị thực tại cửa khẩu để vào Uganda. Tính đến 22 tháng 7 năm 2016, phí phải trả là 50 đô la Mỹ. Thị thực điện tử được dự đoán sẽ thay thế thị thực tại cửa khẩu. Tạm thời hiện nay, hành khách mà không xin thị thực điện tử vẫn có thể xin thị thực điện tử tại cửa khẩu Uganda. Tuy nhiên, thiết bị hỗ trợ rất giới hạn và có thể hành khách sẽ phải chờ.
Holders of consular, diplomatic, official, service or special passports of any country can obtain a visa on arrival for 3 months.

## Thị thực du khách Đông Phi
Thị thực Du khách Đông Phi 90 ngày cũng có thể xin tại cửa khẩu, nó có hiệu lực đối với Uganda, Kenya, và Rwanda Phí là $100.